# Neacanista
Neacanista es un género de escarabajos longicornios de la tribu Acanthocinini.

## Especies
- Neacanista harmandi (Pic, 1939)
- Neacanista retrospinosum (Tippmann, 1955)
- Neacanista tuberculipenne Gressitt, 1940